# Vindmøllelav
Et vindmøllelav (udbredt, men uofficiel stavemåde: vindmøllelaug) er en sammenslutning af vindmølleejere, der hver ejer en del af et fælles vindmølleprojekt i form af en eller flere elproducerende fællesmøller.
Moderne vindmøllelaug med elproducerende vindmøller opstod i Danmark fra begyndelsen af 1980'erne. Langt tidligere fandtes også fællesejede møller, f.eks. som andelskornmøller, der i en vis grad blev opført efter ophævelsen af møllerprivilegiet i 1862. Andelsbevægelsens erfaringer, principper og idealer lå og ligger også til grund for de moderne vindmøllelaug, der typisk dannes som interessentskaber (I/S), hvor hver interessent har én stemme på generalforsamlingen uanset antallet af ejede andele. Vindmøllelaugene opstod fra 1980'erne fordi vindmøllerne på dette tidspunkt havde opnået en størrelse og pris, der gjorde fælles ejerskab fordelagtigt frem for enkeltmandsejerskab. Før 1984 var størstedelen af de nyopførte møller enkeltmandsejede. Fra 1985 til 1994 blev de fleste nyopførte møller rejst af vindmøllelaug.
Der er andre mulige selskabsformer end I/S, herunder kan anpartselskab (ApS), aktieselskab (A/S) eller andelsselskab med begrænset ansvar (a.m.b.a.) nævnes. I Danmark er de fleste vindmøllelaug organiseret som I/S[kilde mangler], som er karakteriseret ved at interessenterne hæfter med hele deres formue, men også af at fordelagtige skatteregler. Ligningslovens § 8 P giver nemlig ejere af vindmøller og vindmølleandele mulighed for at vælge en skatteordning med et personligt bundfradrag for indtægter fra elsalget. Ordningen kaldes også den skematiske regel og giver mulighed for at årligt 3000 kr. fra elsalget ikke beskattes.
I 2012 startede danske vindmøllelav selskabet Vindstød, med det formål at få danskerne til at vælge vindenergi som produkt. Det skete gennem vindmøllelavenes andelsselskab, Vindenergi Danmark. På det tidspunkt blev en stor del af vindenergien eksporteret, da danskerne ikke aktivt valgte at købe el fra danske vindmøllelav.